# Carmzow-Wallmow
Carmzow-Wallmow – gmina w Niemczech, w kraju związkowym Brandenburgia, w powiecie Uckermark, wchodzi w skład urzędu Brüssow (Uckermark).